# Центральноафриканский антропологический тип
Центральноафрика́нский антропологи́ческий тип (также тропический антропологический тип, палеонегроидный антропологический тип, западно-бантоидный антропологический тип) — один из вариантов малой негрской расы. Распространён в дождевых лесах бассейна реки Конго среди западных народов банту — в Республике Конго, в Демократической Республике Конго, в Анголе и в некоторых других странах (среди так называемых лесных негров). Основной особенностью центральноафриканского типа является более низкий рост в сравнении с суданским типом.
В классификации Г. Ф. Дебеца центральноафриканский тип упоминается под названием «тропический». Данный антропологический тип включается в состав суданской малой расы африканской ветви большой негро-австралоидной расы. Наряду с тропическим типом (несколько близким негрилльской расе) к суданской расе в этой классификации относится также собственно суданский тип (с признаками, приближающимися к признакам нилотского типа).
Особенности центральноафриканского антропологического типа дают основание предполагать, что данный тип сложился в результате метисации представителей негрской расы с пигмеями, также населяющими бассейн реки Конго. К признакам центральноафриканского типа относят:
- чуть более светлые оттенки кожи, чем у представителей суданского антропологического типа;
- умеренная долихокефалия;
- сильно развитый третичный волосяной покров на лице и теле;
- коренастое телосложение;
- сравнительно низкий рост и некоторые другие признаки.

По мнению С. В. Дробышевского, говорить о выделении центральноафриканского и других негрских антропологических типов можно с некоторой долей условности, поскольку популяции в ареале негрской расы плохо изучены и, соответственно, нет достаточных описаний той или иной разновидности данной расы.
В литературе по расоведению по отношению к центральноафриканскому типу употребляются термины «тропический», «палеонегроидный» и «западно-бантоидный». Последние два названия являются не совсем удачными, поскольку первый из них предполагает некоторую древность в происхождении рассматриваемого антропологического типа (в то время, как центральноафриканские группы популяций сформировались сравнительно поздно), а второй указывает на языковую группу (между тем, лингвистическая и расовая принадлежность, по-крайней мере, в этом случае, никак не соотносятся).